# 蘇利察河
55°43′59″N 48°42′25″E / 55.73306°N 48.70694°E
蘇利察河（俄语：Сулица），是俄羅斯的河流，位於該國西部韃靼斯坦共和國，屬於斯維亞加河的支流，最終注入古比雪夫水庫，河道全長47公里，流域面積517平方公里。